# La Chapelle-Saint-Géraud
La Chapelle-Saint-Géraud é uma comuna francesa na região administrativa da Nova Aquitânia, no departamento de Corrèze. Estende-se por uma área de 17,59 km². Em 2010 a comuna tinha 204 habitantes (densidade: 11,6 hab./km²).